# Melasina cylindraula
Melasina cylindraula är en fjärilsart som beskrevs av Edward Meyrick 1920. Melasina cylindraula ingår i släktet Melasina och familjen säckspinnare. Inga underarter finns listade i Catalogue of Life.